# سيلاس بنت
سيلاس بنت (بالإنجليزية: Silas Bent)‏ هو ضابط أمريكي، ولد في 10 أكتوبر 1820 في سانت لويس في الولايات المتحدة، وتوفي في 26 أغسطس 1887 في شلتر أيلند ‏ في الولايات المتحدة.